# Almondbank
Almondbank är en ort i Storbritannien.   Den ligger i kommunen Perth and Kinross och riksdelen Skottland, i den norra delen av landet, 600 km norr om huvudstaden London. Almondbank ligger 35 meter över havet och antalet invånare är 617.
Terrängen runt Almondbank är huvudsakligen platt, men österut är den kuperad. Runt Almondbank är det ganska tätbefolkat, med 139 invånare per kvadratkilometer. Närmaste större samhälle är Perth, 5,8 km öster om Almondbank. Trakten runt Almondbank består till största delen av jordbruksmark.